# Sellafield
Le site de Sellafield est le principal complexe de la filière électronucléaire britannique. Initialement nommé Windscale, il a été rebaptisé Sellafield à la suite d'un grave accident dans l'un de ses réacteurs nucléaires en 1957. Situé sur la côte de la mer d'Irlande dans le comté de Cumbria au Nord-Ouest de l'Angleterre, il comprend aujourd'hui[Quand ?] 400 bâtiments répartis sur 10 km2 et emploie environ 10 000 personnes.

## Présentation du site

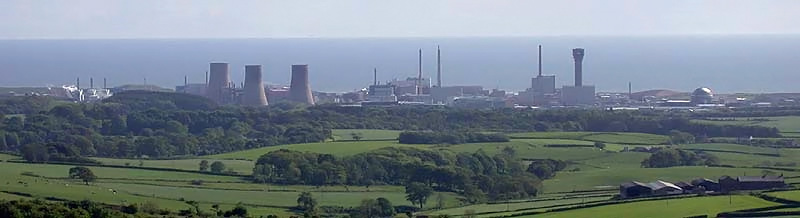
Le site de Sellafield en 2005, vue vers l’ouest avec la mer d'Irlande en arrière-plan

Ce site abrite plusieurs installations :
- un réacteur du type graphite gaz accidenté en 1957 et son frère jumeau, les piles Windscale.
- une ancienne usine de traitement du combustible nucléaire usé ouverte de 1951 à 1964, l'unité B204.
- les quatre réacteurs Magnox de Calder Hall démarrés en 1956 et définitivement arrêtés en 2003.
- le WAGR (Windscale Advanced Gas-cooled Reactor), exploité de 1963 à 1981, qui est un prototype des réacteurs AGR (Advanced Gas-cooled Reactor).
- une usine de traitement du combustible des réacteurs Magnox, l'unité B205.
- une usine de traitement des combustibles et d'entreposage des déchets hautement radioactifs, ouverte depuis 1985, impliquée dans l'accident de 2005, l'unité B570 Thorp, qui sera définitivement fermée en 2018 puis démantelée[1].
- l'usine Sellafield Mox Plant (SMP) ouverte en 1997 pour produire du combustible MOX,
- Le laboratoire national du nucléaire britannique NNL (National Nuclear Laboratory), centre de recherche nucléaire lancé en 2009[2].
- d'autres usines à vocation militaire.

Le site est, entre autres, exploité par le British Nuclear Group (la branche démantèlement de British Nuclear Fuels, BNFL).

## Historique du site de Sellafield

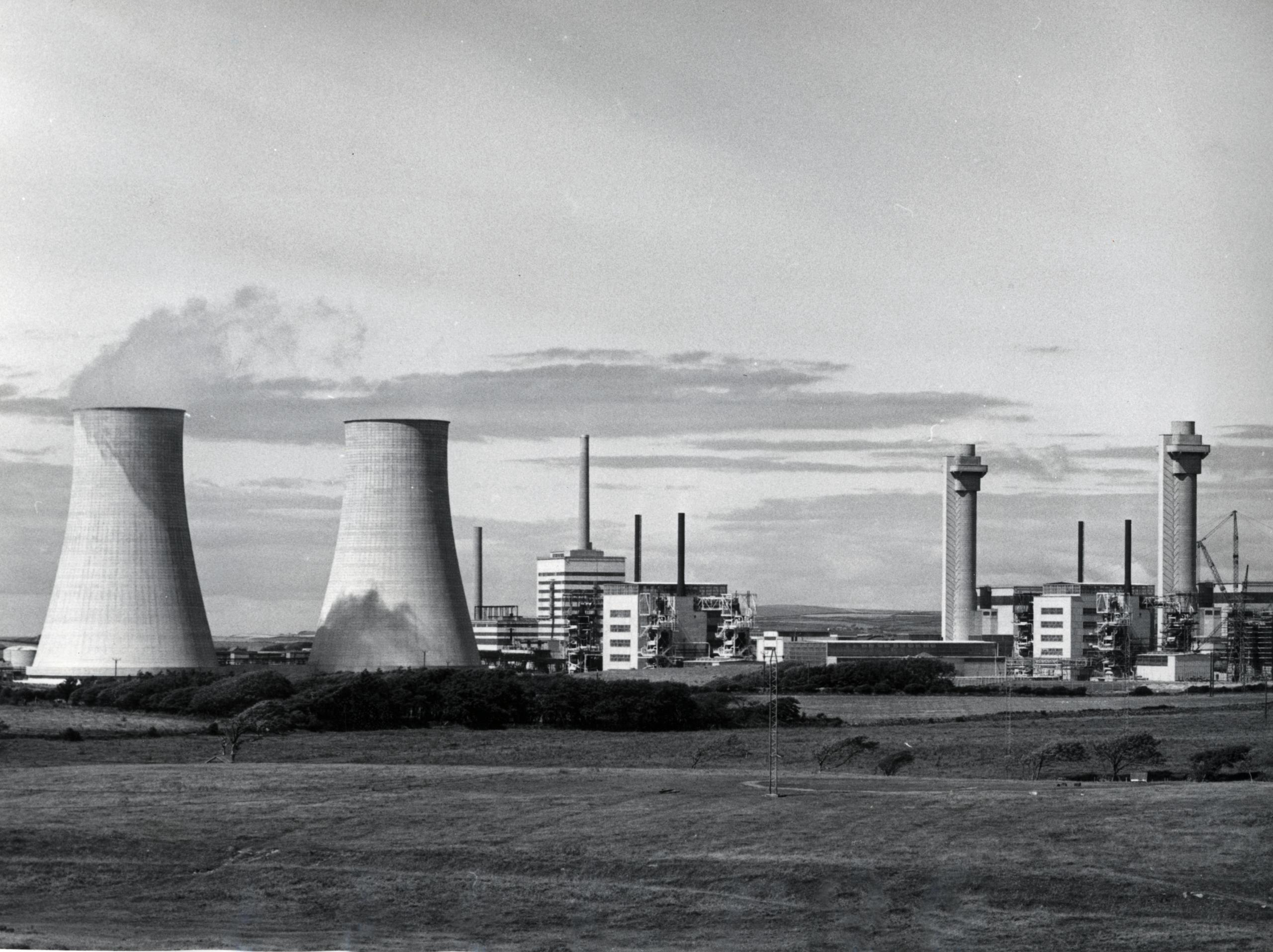
La 1ère centrale nucléaire au monde destinée à la fois à produire du plutonium de qualité militaire pour les bombes atomiques, et de l'électricité pour le réseau de distribution anglais, Calder Hall, ici en voie d'achèvement ; au loin : cheminées et usines de production de plutonium militaire de Windscale.

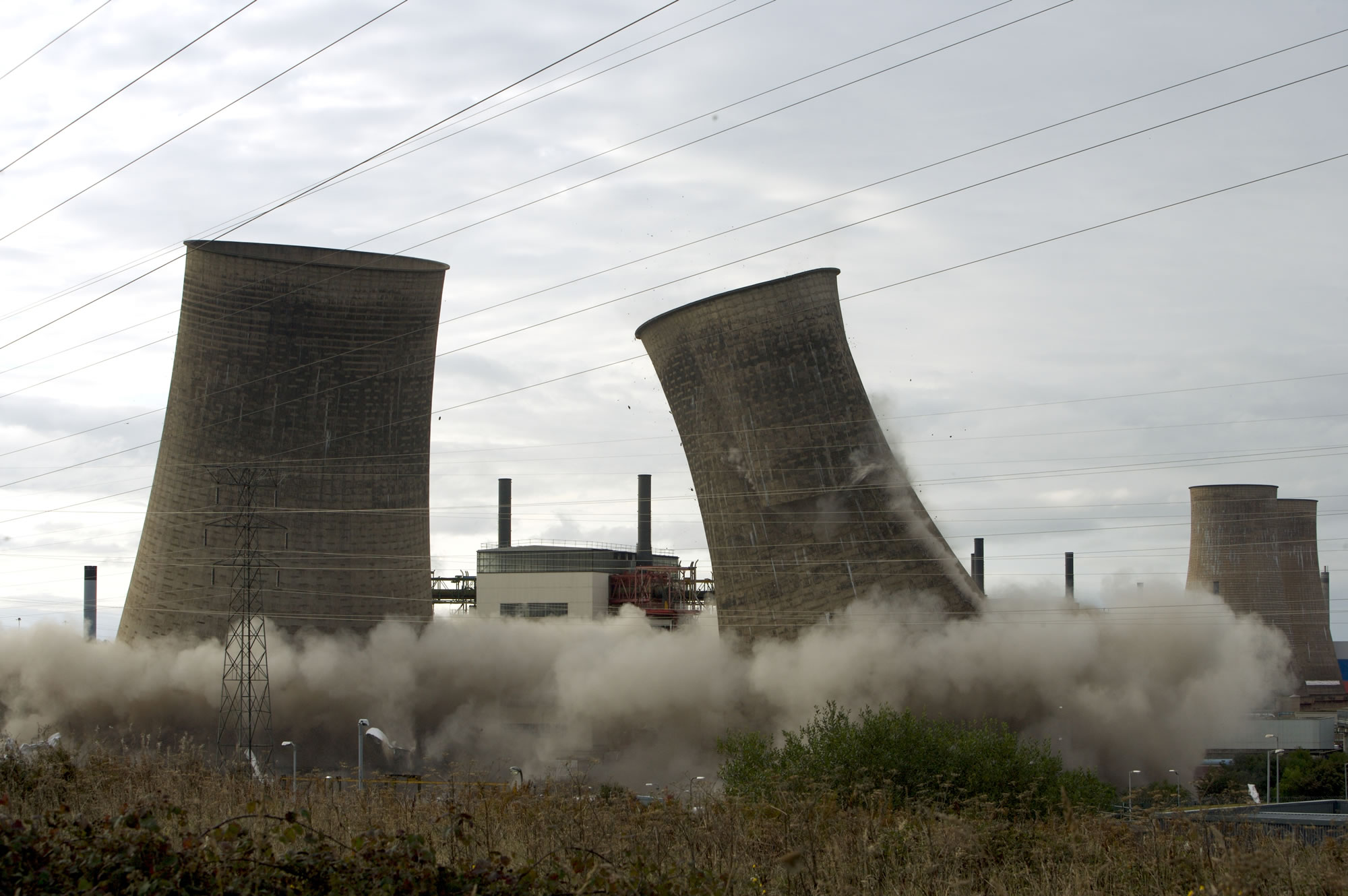
Démantèlement de deux des tours de refroidissemet de la centrale nucléaire de Calder Hall

Situé dans le comté de Cumbria, en Angleterre, ce site a contribué à l'histoire militaire et nucléaire du pays et de l'Europe.
Initialement, pour les besoins de la Seconde Guerre mondiale, deux usines y sont construites (en 1942) sous le nom de Royal Ordnance Factory (ROF) Sellafield, destinées à produire des explosifs (TNT notamment pour l'armée).
Des silos et bassins de stockage de déchets dangereux, puis de combustible nucléaire ou de déchets radioactifs y sont construits (des années 1940 aux années 1950).
Après la guerre, en 1947, le site est retenu pour la poursuite du programme nucléaire britannique, en raison de son éloignement des zones densément peuplées, et de sa proximité avec la mer d'Irlande pour le refroidissement et certains rejets liquides. L'objectif principal du site est alors de produire les quantités de plutonium nécessaires aux premières armes nucléaires britanniques. Deux réacteurs modérés au graphite, à cycle court et refroidis à l'air, nommés Piles Windscale n° 1 et 2 y sont construits en 3 ans (de 1947 à 1950), spécialement conçus pour la production de plutonium de qualité militaire.
En 1950, « l'usine B204 » est mis en service, en tant que 1er site de « retraitement chimique » du pays, destiné à extraire le plutonium militaire du combustible irradié issu des réacteurs Windscale. En 1964, l'usine B204 est fermée, en raison de problèmes techniques et de contamination.
Elle est remplacée par « l'usine B205 », mise en service en 1964, qui retraite . Cette installation est une usine de retraitement qui extrait de l'uranium et du plutonium du combustible nucléaire usé des réacteurs Magnox britanniques
Sellafield est aussi le lieu de construction de la centrale nucléaire de Calder Hall (de 200 MW en 1956, inaugurée en 1956), souvent citée comme la première centrale nucléaire au monde ayant fourni de l'électricité à l'échelle industrielle au réseau électrique public, bien que sa fonction principale était la production de plutonium pour les armes nucléaires, marquant ainsi une étape vers le développement du nucléaire civil.
Au fil des décennies, Sellafield s'est aussi équipée de surfaces et volumes de stockage pour les déchets radioactifs qui s'accumulaient avec le développement des centrales nucléaires
Le site est pour partie en cours de démantèlement nucléaire, un programme de déclassement, démontage et démolition et de gestion et l’élimination de tous les déchets, et d'assainissement des sols ; programme focalisé sur 6 km², qui génère des couts réels et prévus ayant été très sous-estimé, et en forte croissance. Au vu des études faites entre 2005 et 2021, les couts du démantèlement de Sellafield sont seront très supérieurs à ceux d'autres sites gérés par l'autorité anglaise en charge du démantèlement nucléaire. Les prévisions montrent une augmentation continue des coûts pour Sellafield, tandis que les estimations de coûts pour les autres sites restent relativement stables ou augmentent à un rythme plus lent (cf. graphique). « Le démantèlement d’un grand nombre de ces installations se poursuivra pendant une bonne partie du 22e siècle » avec des coûts qui pourraient encore évoluer selon la survenue d'éventuelles améliorations technologiques, ou d'évolution de politique gouvernementale, de la législation (sanitaire et environnementale notamment), de circonstances économiques, d'éventuels accidents.
Ce site est ancien, complexe, localement gravement contaminé, et il a contribué à polluer l'environnement, accidentellement ou par ses rejets chroniques. Son démantèlement, explique le gouvernement anglais, est compliqué et couteux, de par la conjonction des facteurs suivants : « Ses installations les plus anciennes ont été construites à la hâte au cours des premières années de la guerre froide, sans qu’il soit prévu de les mettre hors service. Au début, la tenue des registres était médiocre par rapport aux normes modernes, ce qui signifie que beaucoup de travail a dû être effectué pour confirmer la nature et l’état du matériel conservé dans ces installations. Il n’existe pas de plan directeur pour le démantèlement des plus anciennes installations de Sellafield. Le personnel et les entrepreneurs ont dû élaborer des projets d’ingénierie révolutionnaires afin de mettre hors service ces installations uniques en leur genre. Et ces projets très complexes doivent être réalisés sur de petites parcelles de terrain, souvent à quelques mètres de bâtiments contenant des matériaux hautement dangereux, avec toutes les contraintes de sécurité que cela présente » ; « Les usines de fabrication et de retraitement du combustible ont été construites entre les années 1970 et 1990 et sont toujours en activité aujourd’hui. Dans l'atmosphère enivrante de découvertes scientifiques de l'époque, les plans de démantèlement futur étaient à peine envisagés. De nombreuses installations, en particulier certains réacteurs très anciens, étaient des expériences scientifiques qui n’ont jamais été produites commercialement, mais ont laissé un héritage d’ingénierie unique et de types de déchets non standard », rappelle la NDA le 4 juillet 2019. Le site a joué un rôle majeur pour le nucléaire militaire du pays, avec un coût environnemental qui n'apparait qu'au démantèlement : « La NDA estime qu’au moins un tiers des coûts actuels de la restauration environnementale de Sellafield pourraient être attribués aux objectifs militaires du site, la part restante étant due au programme énergétique civil » (gestion et retraitement des déchets nucléaires, recherche nucléaire, stockage...). Sellafield reste une installation stratégique pour le pays

## Revenus et couts de démantèlement

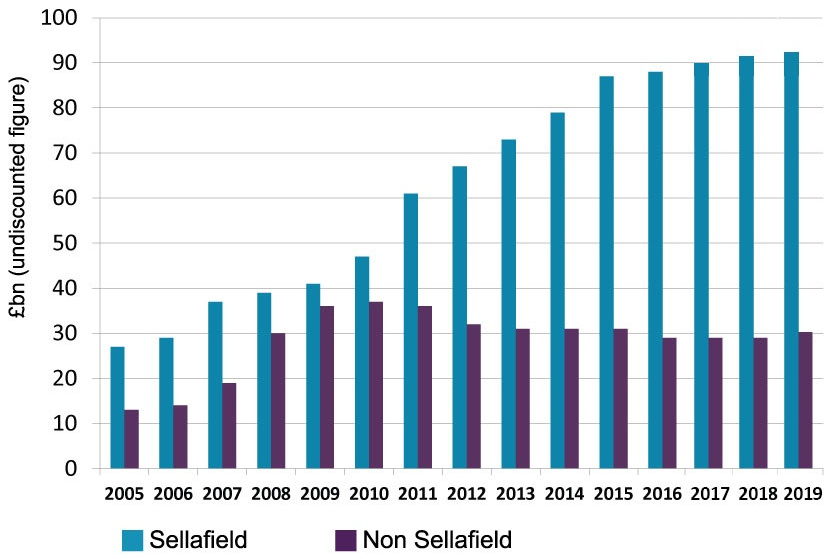
Prospective : évolution des prévision des couts de démantèlement et nettoyage de Sellafield (comparée aux autres sites anglais, de 2005 à 2120). Source : meilleure estimation du coût du nettoyage de 17 des premiers sites nucléaires du Royaume-Uni au cours d’un programme d’environ 120 ans, tenant compte des taux fixés par le Trésor britannique et liés aux coûts d’emprunt de l’État (ajustés en fonction de l’inflation)

L’Autorité de démantèlement nucléaire (NDA) est en 2025 propriétaire des 17 sites historiques, qui lui sont confiés par le gouvernement. La NDA a pour mission de déclasser et traiter ces sites, en délégant ce travail à des sociétés via des licences d’exploitation (SLC) pour le compte de la NDA.
Ces coûts sont vers 2020 d'environ 3 milliards de livres sterling par an, dont les deux tiers payés par l'Etat, et le reste venant des revenus tirés des activités commerciales de la NDA (contrats de retraitement et gestion/stockage de combustibles nucléaires usés), « qui devraient générer environ 5,7 milliards de livres sterling de revenus entre 2018 et 2028 ».

## Unités notables
Le nom des unités de Sellafield sont officiellement nommées suivant la concaténation de la lettre B et d'un numéro.

### WAGR - Windscale Advanced Gas-cooled Reactor
Le WAGR est un prototype à échelle réduite de réacteur AGR d’une puissance de 32 MWe net. Sa construction est terminée en 1962, il est arrêté définitivement en 1981, et démantelé en 2011. Sa forme sphérique en faisait un des bâtiments les plus identifiables du site de Windscale.

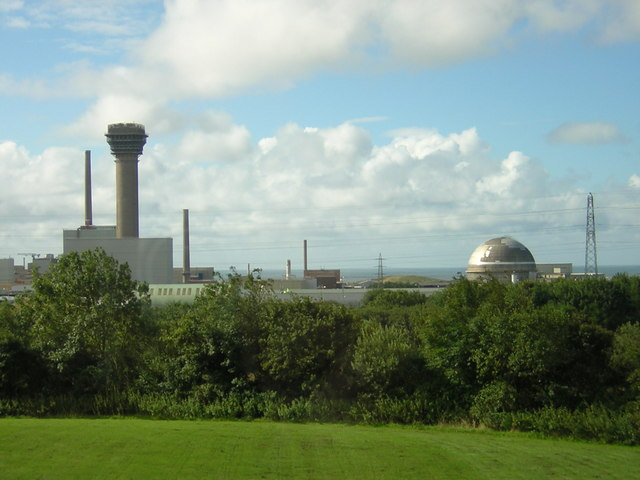
La cheminée principale B6 et la sphère du WAGR

### Les piles Windscale
L'expérimentation du premier chargement de combustible dans les piles Windscale a eu lieu en juillet 1950, ce chargement été traité par B204 à partir de juillet 1952 pour en séparer le plutonium de l'uranium.
Contrairement aux premiers réacteurs américains d'Hanford modérés au graphite et refroidis par eau, les piles Windscale sont faites d'un cœur d'uranium métallique modéré au graphite et refroidi par air. Chaque réacteur contient pratiquement 2 000 tonnes de graphite.
Un incendie en 1957 entraîne leur fermeture.

### Calder Hall
Calder Hall est la plus ancienne centrale nucléaire de production d'électricité dans le monde. Elle est équipée de 4 réacteurs Magnox chacun ayant une capacité de production de 50 MW. Elle a été définitivement arrêtée en mars 2003.

### Unité B30 - piscine
Cette grande piscine ouverte de stockage de combustible Magnox irradié est connue pour son mauvais état. Elle fait environ 20 m de large, 150 m de long et 6 m de profondeur. Des oiseaux viennent se poser à sa surface, emportant avec eux un peu de sa radioactivité. Elle a été utilisée de 1960 à 1986. Un mur de confinement est prévu afin de limiter les conséquences d'une rupture du bassin en cas de tremblement de terre. Elle doit être vidée de ses déchets et démantelée dans les années à venir.
Il est impossible de déterminer avec précision les quantités de matières stockées, les algues se développant dans l'eau rendant très difficile le contrôle visuel du bassin. Les autorités britanniques n'ont pas pu fournir de comptabilisation précise aux inspecteurs d'Euratom. La Commission européenne a poursuivi en conséquence la Grande-Bretagne devant la Cour européenne de justice,. Il y aurait environ 1,3 tonne de plutonium, dont 400 kg sous forme de boue au fond.
Elle contiendrait également des déchets en provenance de la centrale nucléaire japonaise Tokai Mura.
Cette unité est la plus grande préoccupation de l'Autorité britannique de démantèlement nucléaire en Grande-Bretagne, en raison de son très important niveau de radiation. Les radiations sont tellement importantes par endroits qu'il n'est pas possible pour une personne d'y rester plus de deux minutes, d'où la difficulté de son démantèlement ou de son contrôle. Le bassin n'est même pas étanche, le temps fissurant le béton et le froid le contractant, permettant à l'eau radioactive de s'échapper. Ce qui lui vaut le surnom de Dirty thirty, "sale trente" en anglais.

### Unité B111 - centre de recherche & développement, accueil des visiteurs

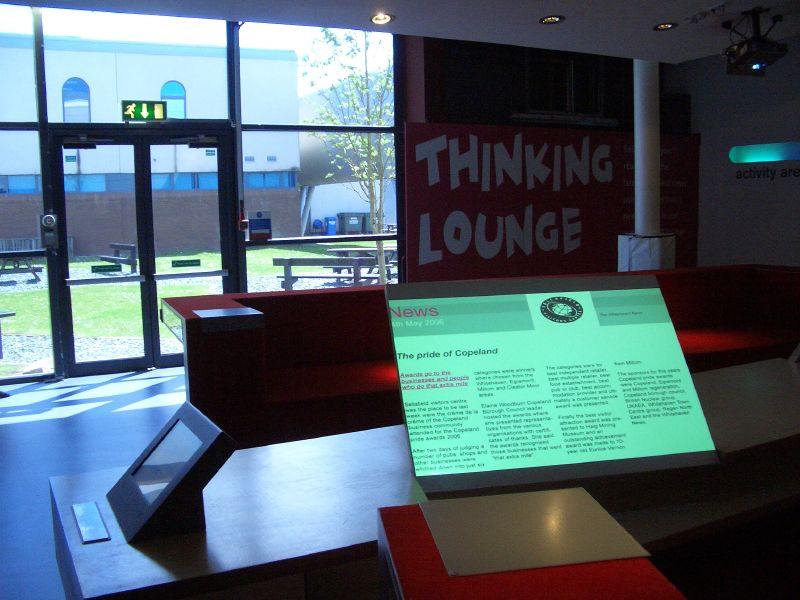
Centre d'accueil de Sellafield

C'est dans cette unité qu'a été mis en place un centre d'accueil des visiteurs.
Ce centre permet d'assister à des expositions interactives, à des démonstrations scientifiques et à des films en immersion. Il a aussi été équipé par le Science Museum (Musée de la Science) de Londres sur le thème des sources d'énergie qui seront disponibles au XXIe siècle.

### Unité B204 - fuel reprocessing plant
Cette usine de traitement du combustible nucléaire usé militaire fut construite pour extraire le plutonium du combustible irradié en vue de construire des armes nucléaires. Elle a été exploitée entre 1951 et 1964 pour une capacité de traitement annuelle de 300 tonnes de combustible. Après la mise en place de B205, B204 était utilisée comme usine de préparation du combustible à traiter dans ce nouveau réacteur, avant d'être fermée en 1973.

### Unité B205 - Magnox reprocessing plant
Construit en 1964 pour prendre la relève de B204, il est d'abord utilisé pour traiter les barres d'uranium métallique irradiées issues des centrales graphite-gaz et ainsi réutiliser l'uranium dans les centrales Magnox. À partir de 1969, il sera fait de même sur les barres d'oxyde d'uranium irradiées issues des centrales PWR anglaises et des centrales étrangères.
Pour ce faire, un procédé nommé PUREX (plutonium uranium extraction) utilise entre autres de l'acide nitrique et un solvant, le TBP (tributyl-phosphate).

### Unité B215
Constituée de 21 réservoirs qui contiennent des déchets de haute activité sous forme liquide. Ces déchets fortement radioactifs dégagent de la chaleur et doivent donc être refroidis en permanence, sous peine d'ébullition et de contamination atmosphérique.

### Unité B570 - Thorp
Thorp, pour Thermal Oxide Reprocessing Plant, est une usine de traitement de combustible nucléaire irradié. Construite entre 1978 et 1994 puis mise en service en août 1997.
Elle est conçue pour traiter les combustibles britanniques mais aussi étrangers. Le procédé choisi n'est pas le même que pour B205.
Elle a été fermée d'avril 2005 à juillet 2007 à la suite de l'accident de 2005.
Elle sera fermée en 2018 après le solde des contrats en cours, puis démantelée.

## Accidents nucléaires
Le complexe de Windscale/Sellafield a été le lieu de plusieurs accidents nucléaires, notamment en 1957 et en avril 2005. Il est considéré comme le site le plus radioactif d'Europe occidentale[réf. nécessaire].

### Accident de 1957
L'accident se produit dans la pile Nº1. Lors d'une opération d'entretien du graphite, un incendie nucléaire se produit et dure plusieurs jours, pendant lesquels des produits de fission, essentiellement 740 téra-becquerels (740 000 milliards de becquerels) d'iode 131, sont rejetés à l'extérieur (soit une fuite de 0,161g d'iode 131)[réf. nécessaire]. Le nuage radioactif parcourt ensuite l'Angleterre, porté par les vents, puis touche le continent sans que la population soit avertie. L'accident de Windscale se classe au niveau 5 sur l'échelle internationale des événements nucléaires (INES). Voir Liste des accidents sur des unités de production de plutonium.
Après cet accident, Windscale est débaptisé et devient Sellafield.

### Accident de 2005
Le 19 avril 2005, 83 000 litres de matière radioactive furent découverts dans l'enceinte de confinement (en béton armé, conçue afin de recueillir les fuites) à l’usine de traitement de Thorp à la suite d'une fuite dans la canalisation en inox transportant le combustible dissous dans de l'acide, en aval de l'ateliers de cisaillage-dissolution des usines UP3 et UP2-800. Ces installations sont utilisées pour le retraitement du combustible nucléaire usé, un processus similaire à celui effectué à la Hague en France (usines jumelles ; les deux sites partagent les technologies et moyens de surveillance et détection de fuites de « solutions de dissolution », qui auraient du permettre une réaction rapide des opérateurs, et la mise en place de mesures de protection. 
La quantité de plutonium libérée, 200 kg, si elle avait été concentrée au même endroit, était suffisante pour déclencher un accident de criticité, mais l'enquête a montré que sa large diffusion le long de l'extérieur de la cuve en inox chaudronné, a évité une concentration permettant la criticité.
L'enquête a aussi montré que la fuite n'a été formellement confirmée qu'au bout de 8 mois : 
- Une incohérence entre la quantité et le poids de matière entrant et sortant du système de traitement avait été notée pour la première fois en août 2004.
- Ensuite, l’augmentation de la température et la découverte de liquide radioactif dans le puisard indiquèrent aussi un problème.
- La fuite ne fut formellement identifiée puis déclarée le 20 avril 2005 qu'après un autre audit qui suggéra que de la matière manquait, amenant les opérateurs au bout de quelques jours à envoyer une caméra robotisée sur la canalisation défectueuse afin de photographier la soudure rompue et évaluer le volume de liquide ayant atteint le puisard.

L'usine THORP de Sellafield a été fermée jusqu'en juillet 2007 où la cuve dont le système d'arrivée était intact a été remise en service, avec des recommandations de l'autorité de sûreté. Un rapport de 28 pages a été publié et mis en ligne, concluant l'enquête demandée par l'autorité de sureté britannique (HSE/ND). 
Les gestionnaires responsables ont été sanctionnés. Un audit interne a été réalisé par l'entreprise BNFL, qui a plaidé coupable lors de son procès, et a dû payer trois amendes imposées le 16 octobre 2006 par la cour royale de Carlisle, pour non-respect de trois autorisations concernant respectivement la « sûreté, les mécanismes, appareils et circuits », les « instructions opératoires » et les « fuites et pertes de matériaux radioactifs ou de déchets radioactifs » (soit au total 500 000 £ d'amendes plus environ 68 000 £ de procédures).

Quelque 19 tonnes d’uranium et 160 kilogrammes de plutonium (sur 200 kg selon l'IRSN) dissous dans de l’acide nitrique ont été pompés du puisard dans un réservoir hors de l’usine désormais fermée de Thorp. Les niveaux de radiation dans le réservoir empêchent toute entrée d’humains et la réparation de la fuite par un robot serait trop difficile. Les responsables envisagent un détournement afin d’éviter le réservoir pour continuer l’exploitation. Selon l’exploitant le niveau de criticité n'aurait pas pu être atteint durant le temps où la solution a été présente au fond du bâtiment abritant les cuves.
Selon les experts français de l'IRSN mobilisés pour l'occasion, il semble qu’un « excès de confiance dans la conception de l’usine et qu’une culture de sûreté insuffisante soient à l’origine de ces défaillances ». Ils ont classé cet accident au « niveau 3 » de l'échelle INES. Côté français, à la suite de ce retour d'expérience et de deux « pertes d'étanchéité » survenues en 1997 dans l'ex-usine UP2-400 et en 2001 dans son usine UP2-800, AREVA a aussi dû mettre à jour les procédures de sécurité de ses usines de La Hague (usines UP3 et UP2-800). En particulier des contrôles visuels périodiques seront réalisés pour parer au risque des fuites de matière radioactive pulvérulente ou liquide, et susceptible de cristalliser ou de s'évaporer en raison d'une forte ventilation, d'une paroi, d'un substrat chaud ou d'une surface d’étalement assez vaste, car ces types de fuites ne sont pas nécessairement détectées par les systèmes situés en fond de lèchefrite ou de puisard. 
En octobre 2007, l'IRSN a confirmé que des moyens de surveillance vidéo et des appareils de mesure neutronique ont été ajoutés au dispositif existant.
Cet accident de rupture de canalisation, à Sellafield, est passé quasiment inaperçu dans la presse à l'époque. Il a causé des lourdes pertes financières et est l'une des explications à la forte hausse des coûts de démantèlement prévus pour cette usine devenue inutilisable (la seule autre en Europe étant sa sœur jumelle, d'AREVA NC, à la Hague).